# Glochidion nubigenum
Glochidion nubigenum är en emblikaväxtart som beskrevs av Joseph Dalton Hooker. Glochidion nubigenum ingår i släktet Glochidion och familjen emblikaväxter. Inga underarter finns listade i Catalogue of Life.